# العقدة الأبهرية الكلوية
تتكون العقدة الأبهرية الكلوية من العقد المساريقية العلوية، والكلوية، والسفلية. وهي تختلف عن العقد البطنية، إلا أنها جزء من العقد أمام الأبهرية.
يأتي الإمداد العصبي الودي للأمعاء من السلسلة العصبية الودية المجاورة للفقرات الصدرية. يصل الإمداد العصبي العلوي من أجسام الخلايا عند مستويات العصب الشوكي الصدري 5 (T5) إلي العصب الشوكي الصدري 9 (T9) ، ويغادر السلسلة العصبية الودية عبر العصب الحشوي الكبير، ويتشابك في العقدة البطنية قبل أن ينتقل إلى المعى الأمامي. أسفل هذا، ينشأ العصب الحشوي الصغير من العصب الشوكي الصدري 10 (T10) والعصب الشوكي الصدري 11 (T11)، ويغادر السلسلة العصبية الودية ويتشابك في العقدة الأبهرية الكلوية قبل أن يغذي أيضًا الكلية والحالب العلوي. أسفل هذا، ينشأ العصب الحشوي الصغير من العصب الشوكي الصدري 12 (T12) ويغادر السلسلة العصبية الودية ليتشابك في الضفيرة الكلوية.

## روابط خارجية
- تشريح دارتموث figures/chapter_30/30-4.HTM
- تشريح دارتموث figures/chapter_32/32-6.HTM

1. ↑  نموذج تأسيسي في التشريح، QID:Q1406710